# Herrenhaus Padure

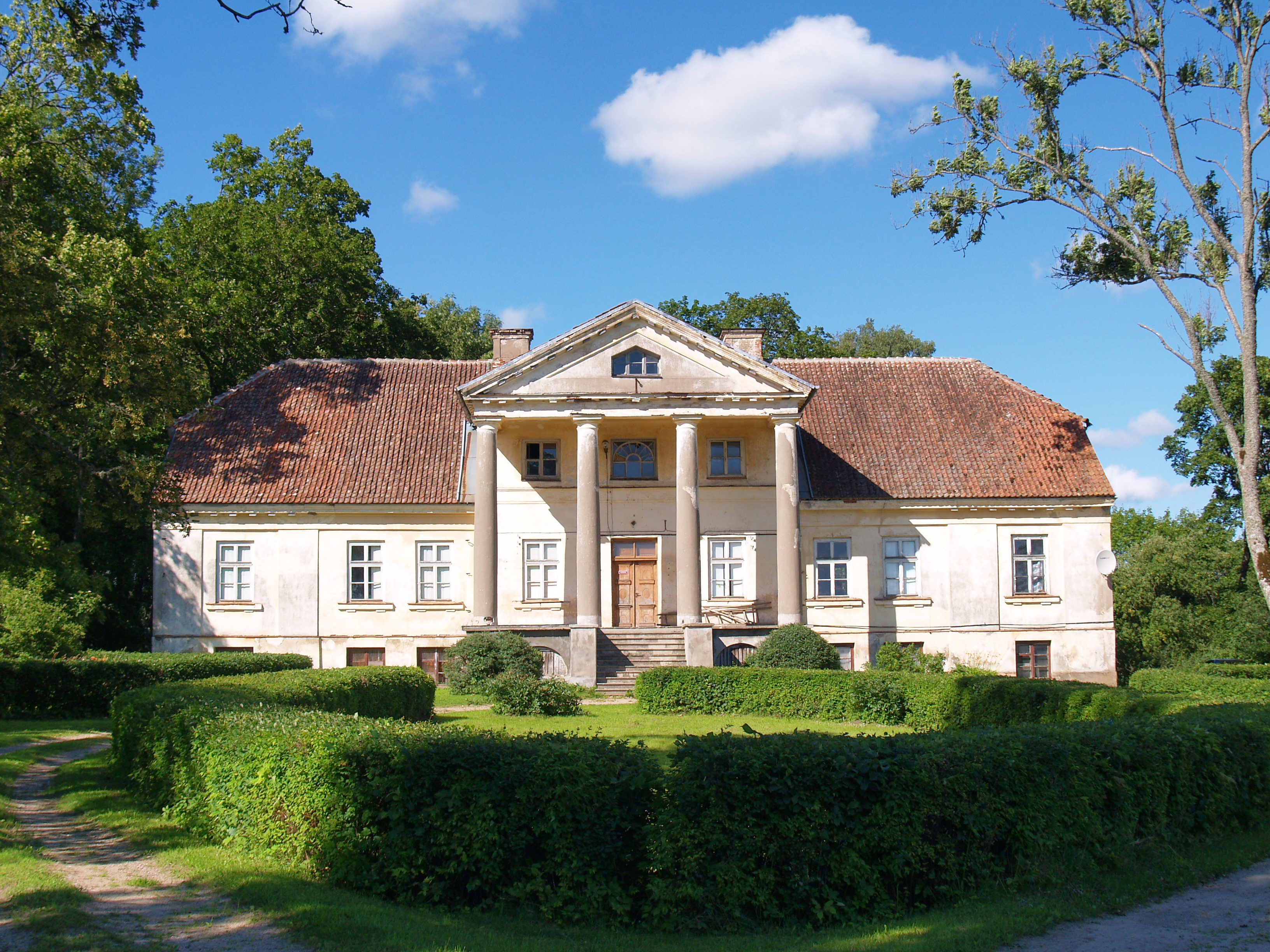
Herrenhaus Padure, 2007

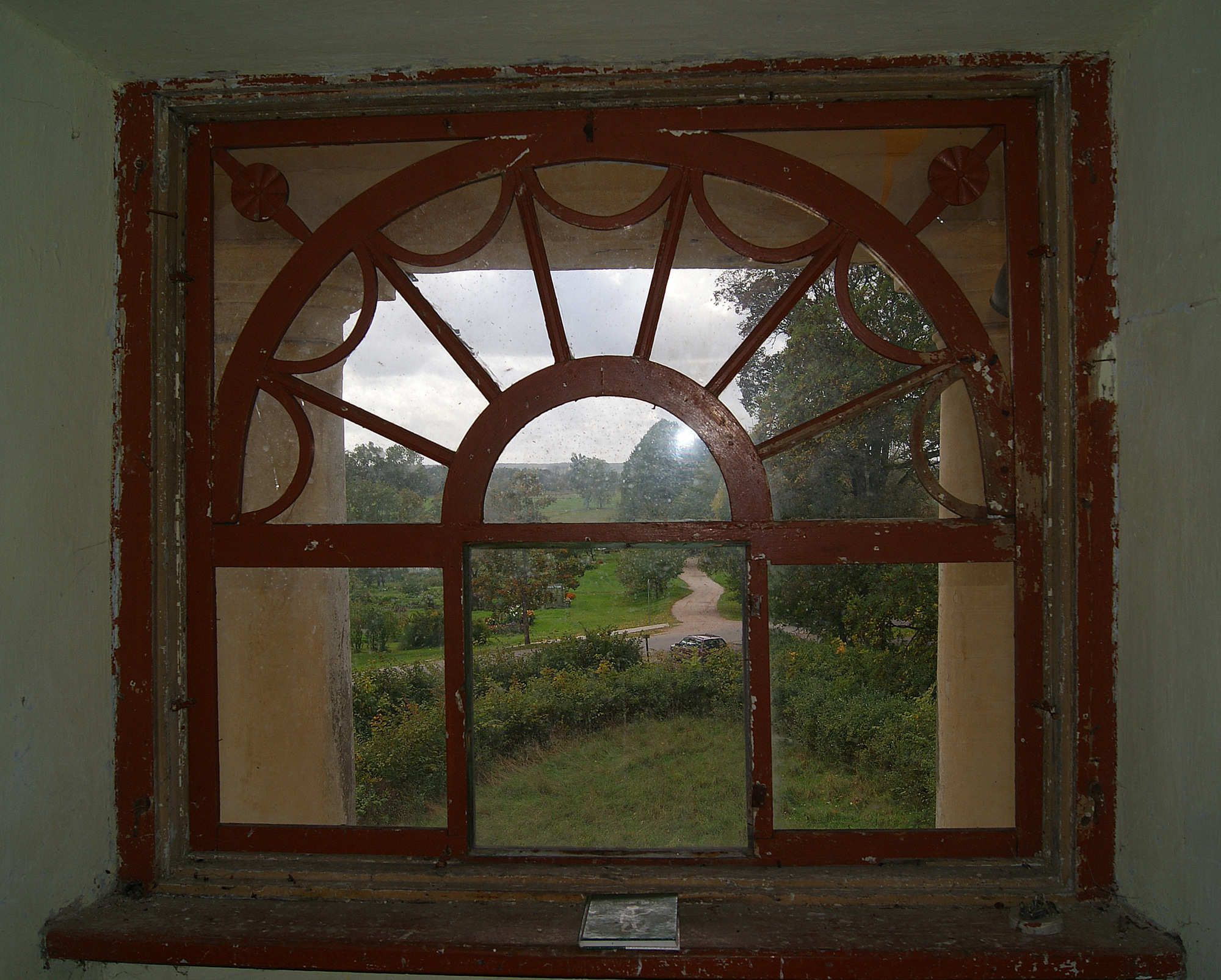
Blick auf den Landschaftsgarten

Das Herrenhaus Padure ist ein Herrenhaus und liegt in der Gemeinde Padure im Bezirk Kuldīga in Lettland, etwa 168 Kilometer von Riga und 52 Kilometer von Ventspils entfernt. Es ist als Architektonisches Nationaldenkmal Lettlands eingestuft.

## Geschichte
Die ersten Nachrichten über Padure stammen aus dem Jahr 1404, als der Meister des Livländischen Ordens, Dietrich von Torck, das Land Hermann Grundys als Lehen in der Komturei Goldingen (Kuldīga) am Fluss Venta übergab. Im Jahr 1526 wurde es von Walter von Plettenberg an Jakob Frank verlehnt. Später gehörte es Johann von Dönhoff (1652–1682) und der Familie Korff (1702–1799). Gerhard Heinrich verpfändete das Herrenhaus Padure von 1799 bis 1808 an Georg von Schröder.
1814 wurde der Besitz der Familie Korff, die nach Russland ausgewandert war, für bankrott erklärt. Aufgrund eines Dekrets des Senats wurde Padure versteigert. Für 35.000 Silberrubel erwarb Ernestine Stempel das Anwesen im Jahr 1828. Sie war mit Friedrich Reinhold Stempel (1755–1858) verheiratet. 1837 wurde Padure für 60.000 Rubel an den schottischstämmigen Rigaer Kaufmann John Lewis Balfour (1837–1840) verpfändet. Nach ihm bewirtschaftete sein Sohn Edward das Herrenhaus. Nach Edwards Tod im Jahr 1866 übernahm seine Witwe die Leitung, bevor 1878 Adolf Balfour die Verwaltung übernahm. 1921 wurden Adolf Balfour und sein Kutscher nahe Struņķukrogs ermordet. Das Herrenhaus gelangte kurzzeitig in den Besitz von J. Serafim, einem Neffen von Balfours Schwester.
Durch die Agrarreform von 1920 wurde das Grundstück mit einer Gesamtfläche von 1103 Hektar in 88 Einheiten aufgeteilt. Das Zentrum wurde dem Landwirtschaftsministerium übergeben, um dort eine Landwirtschaftsschule einzurichten. Diese Bildungseinrichtung nutzte das Herrenhaus bis 1944, als das Gebäude im Zweiten Weltkrieg von der deutschen Armee als Lazarett genutzt wurde. 1945 wurde das Herrenhaus zur Heimat der Landwirtschaftlichen Versuchsstation Unterkurzeme, die bis 1995 bestand. Heute ist das Herrenhaus Padure zusammen mit dem größten Teil des Parks in Privatbesitz.
Im Sommer 2023 diente das Herrenhaus Padure als Drehort für die mehrteilige Spielfilmreihe Pansija pilī (Pension im Schloss).

## Architektur und Gestaltung
Das klassizistische Herrenhaus mit einem repräsentativen Hof wurde nach 1837 errichtet. Die Villa hat zwei Geschosse und einen Mittelrisalit, dem ein Portikus mit vier Säulen und Tempelgiebel vorgestellt ist. 
Seit seiner Errichtung sind nahezu alle originalen Türen, drei Holztreppen, acht Kachelöfen sowie Wand- und Deckenmalereien im Stil des Klassizismus und Historismus erhalten geblieben.
Im Park, der zu Beginn des 19. Jahrhunderts als englischer Landschaftsgarten durch den Kaufmann John Lewis Balfour angelegt wurde, ist die alte Lindenallee im westlichen Teil bis heute erhalten geblieben. Der Park des Herrenhauses Padure hat eine Größe von 2 Hektar.